# Kaiserslautern
Kaiserslauternⓘ este un oraș în landul Renania-Palatinat, Germania. Din punct de vedere administrativ, Kaiserslautern are statut de district urban, este deci un oraș-district (în germană kreisfreie Stadt).

Kaiserslautern era deja în perioada carolingiană reședință a curții regale. Înflorirea așezării a început încă de la mijlocul secolului al XII-lea când Frederic Barbarossa a extins cetatea care a devenit Palatinat în jurul anului 1100. În timpul Războiului de Treizeci de ani orașul a fost cucerit rând pe rând de spanioli, suedezi și de trupele imperiale. În Războiul Succesiunii Spaniole francezii au ocupat cetatea lui Barbarossa ca și castelul construit lângă cetate de Ioan Casimir în secolul al XVI-lea. La mijlocul secolului al XIX-lea orașul care aparținea deja Regatului Bavariei, a devenit centrul revoltei. În același timp orașul s-a dezvoltat datorită industriei textile, metalurgice și a celei constructoare de mașini-unelte devenind unul dintre cele mai importante centre industriale ale Renaniei pe lângă orașul Ludwigshafen am Rhein.
La 31 decembrie 2019 orașul avea 100 030 de locuitori fiind astfel cel de-al cincilea oraș ca mărime al Renaniei. Ca suprafață Kaiserslautern este cel mai mare oraș al landului.
Comunitatea militară din Kaiserslautern care numără 50 000 de militari și civili, constituie cea mai mare baza militară americană aflată în afara Statelor Unite ale Americii. Numărul persoanelor care aparțin acestei comunități militare nu este inclus în numărul de locuitori ai orașului.

## Geografie

### Climat
| Date climatice pentru Kaiserslautern (1991-2020) | Date climatice pentru Kaiserslautern (1991-2020) | Date climatice pentru Kaiserslautern (1991-2020) | Date climatice pentru Kaiserslautern (1991-2020) | Date climatice pentru Kaiserslautern (1991-2020) | Date climatice pentru Kaiserslautern (1991-2020) | Date climatice pentru Kaiserslautern (1991-2020) | Date climatice pentru Kaiserslautern (1991-2020) | Date climatice pentru Kaiserslautern (1991-2020) | Date climatice pentru Kaiserslautern (1991-2020) | Date climatice pentru Kaiserslautern (1991-2020) | Date climatice pentru Kaiserslautern (1991-2020) | Date climatice pentru Kaiserslautern (1991-2020) | Date climatice pentru Kaiserslautern (1991-2020) |
| Luna                                             | Ian                                              | Feb                                              | Mar                                              | Apr                                              | Mai                                              | Iun                                              | Iul                                              | Aug                                              | Sep                                              | Oct                                              | Nov                                              | Dec                                              | Anual                                            |
| ------------------------------------------------ | ------------------------------------------------ | ------------------------------------------------ | ------------------------------------------------ | ------------------------------------------------ | ------------------------------------------------ | ------------------------------------------------ | ------------------------------------------------ | ------------------------------------------------ | ------------------------------------------------ | ------------------------------------------------ | ------------------------------------------------ | ------------------------------------------------ | ------------------------------------------------ |
| Maxima medie °C (°F)                             | 4.9 (40,8)                                       | 5.8 (42,4)                                       | 10.9 (51,6)                                      | 16.3 (61,3)                                      | 20.0 (68)                                        | 23.4 (74,1)                                      | 25.9 (78,6)                                      | 25.0 (77)                                        | 20.8 (69,4)                                      | 14.6 (58,3)                                      | 8.5 (47,3)                                       | 5.4 (41,7)                                       | 15,1 (59,2)                                      |
| Media zilnică °C (°F)                            | 2.2 (36)                                         | 2.3 (36,1)                                       | 5.9 (42,6)                                       | 10.3 (50,5)                                      | 14.1 (57,4)                                      | 17.6 (63,7)                                      | 19.7 (67,5)                                      | 18.7 (65,7)                                      | 14.7 (58,5)                                      | 10.0 (50)                                        | 5.5 (41,9)                                       | 3.0 (37,4)                                       | 10,3 (50,5)                                      |
| Minima medie °C (°F)                             | −0.5 (31,1)                                      | −1 (30,2)                                        | 1.2 (34,2)                                       | 4.3 (39,7)                                       | 8.1 (46,6)                                       | 11.7 (53,1)                                      | 13.7 (56,7)                                      | 12.9 (55,2)                                      | 9.5 (49,1)                                       | 6.0 (42,8)                                       | 2.5 (36,5)                                       | 0.4 (32,7)                                       | 5,7 (42,3)                                       |
| Minima istorică °C (°F)                          | −24.6 (−12.3)                                    | −22.9 (−9.2)                                     | −16.1 (3)                                        | −7.1 (19,2)                                      | −4.2 (24,4)                                      | −0.9 (30,4)                                      | 3.1 (37,6)                                       | 2.0 (35,6)                                       | −1.7 (28,9)                                      | −7.3 (18,9)                                      | −14 (6,8)                                        | −22.2 (−8.0)                                     | −24,6 (−12,3)                                    |
| Precipitații mm (inches)                         | 59.0 (2.323)                                     | 51.0 (2.008)                                     | 52.0 (2.047)                                     | 41.0 (1.614)                                     | 65.0 (2.559)                                     | 67.0 (2.638)                                     | 61.0 (2.402)                                     | 60.0 (2.362)                                     | 51.0 (2.008)                                     | 63.0 (2.48)                                      | 57.0 (2.244)                                     | 88.0 (3.465)                                     | 715,0 (28,15)                                    |
| Sursă: Kaiserslautern - wetterlabs.de            |                                                  |                                                  |                                                  |                                                  |                                                  |                                                  |                                                  |                                                  |                                                  |                                                  |                                                  |                                                  |                                                  |

## Personalități marcante
- Emil Schulz
- Zedd (născut la Saratov, Rusia)

## Legături externe
Materiale media legate de Kaiserslautern la Wikimedia Commons